# Burrard (SkyTrain de Vancouver)
Pour les articles homonymes, voir Burrard.
Burrard est une station de la ligne Expo Line du SkyTrain de Vancouver, un métro automatique. Elle est située entre les rues Dunsmuir Street, Burrard Street, et Melville Street, à Vancouver dans la province de la Colombie-Britannique au Canada.
Mise en service en 1985, avec la première section de la ligne, c'est une station de TransLink exploitée par la British Columbia Rapid Transit Company.

## Situation sur le réseau

Plan du réseau en 2017

Établie en souterrain, la station Burrard de l'Expo Line, du métro automatique SkyTrain de Vancouver, est située entre : la station terminus Waterfront, en correspondance avec la gare de Vancouver Waterfront ; et la station Granville, en direction du terminus King George, de la branche du même nom, et du terminus Production Way—University, de la branche du même nom,.

## Histoire
La station Burrard, doit son nom à la voie Burrard Street, qui elle-même a été nommée en mémoire de Harry Burrard-Neale. C'est l'une des stations mise en service avec la première section de la ligne, dénommée alors Expo & Millennium line le 11 décembre 1985, pour l’Exposition universelle de 1986. Elle a été dessinée et produite par le cabinet Architektengruppe U-Bahn (AGU). Lors de son inauguration, elle n’était accessible que depuis l'immeuble Bentall Centre (en), un complexe de gratte-ciel. Cependant, la station a aussi été accessible depuis le Royal Centre (en) quelques années plus tard. Elle était terminus de la ligne 98 B jusqu'à l'ouverture de la ligne Canada Line.
C'est en 2016, que la ligne est restructurée et renommée Expo Line.
En 2018, 24 250 passagers l'ont emprunté. Lorsqu'en 2021, TransLink prévoit une rénovation et remise à niveau majeur de la station, celle-ci est classée à la quatrième place, des stations du réseau, avec un transit annuel, 2019, de plus 7,6 millions de voyageurs ce qui représente une fréquentation moyenne par semaine de 25 000 embarquements.

## Services aux voyageurs

### Accès et accueil
La station dispose d'un accès principal, au niveau du sol, dans le Discovery Square Park. Il permet d'accéder au hall de la billetterie, située au même niveau, puis des escaliers mécaniques permettent de rejoindre chacun des deux quais situés en souterrain à des niveaux différents. Cet accès dispose d'un ascenseur pour l'accessibilité aux personnes handicapées. La station dispose également de deux accès, souterrains directs, aux immeubles : Royal Centre (en) et Bentall Centre (en).

### Desserte
Burrard est desservie de cinq heures le matin à environ minuit le soir.

Installations et desserte
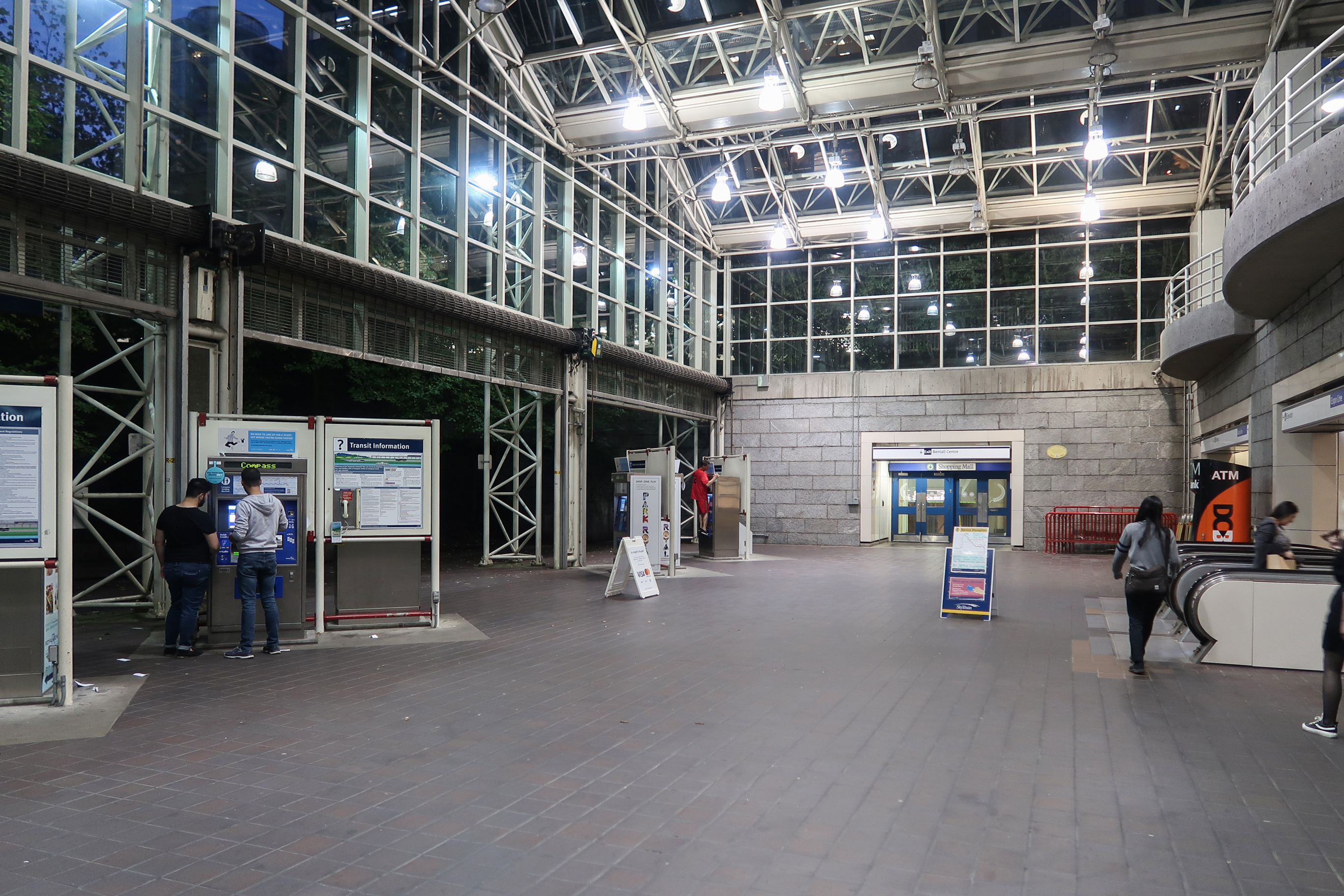
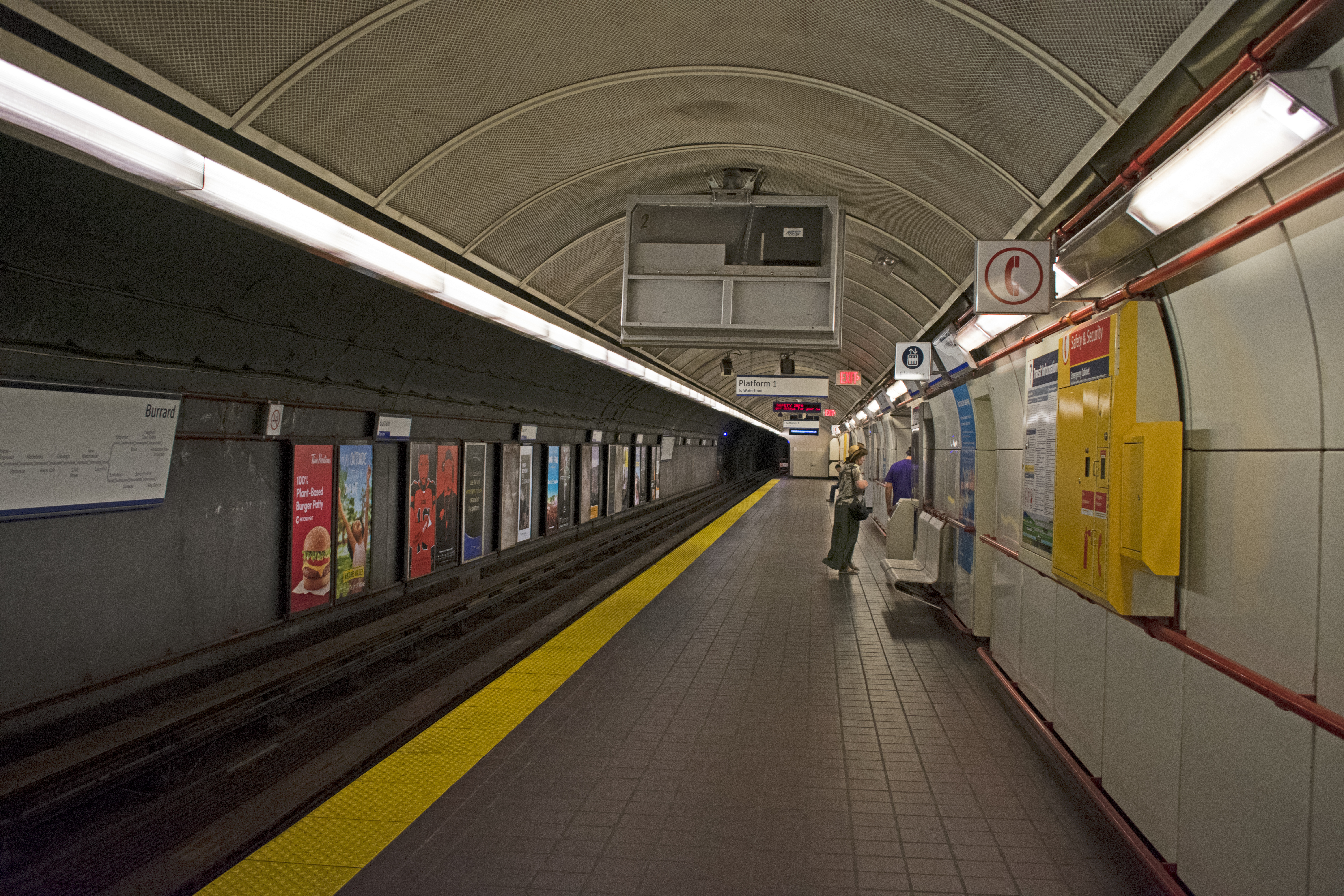
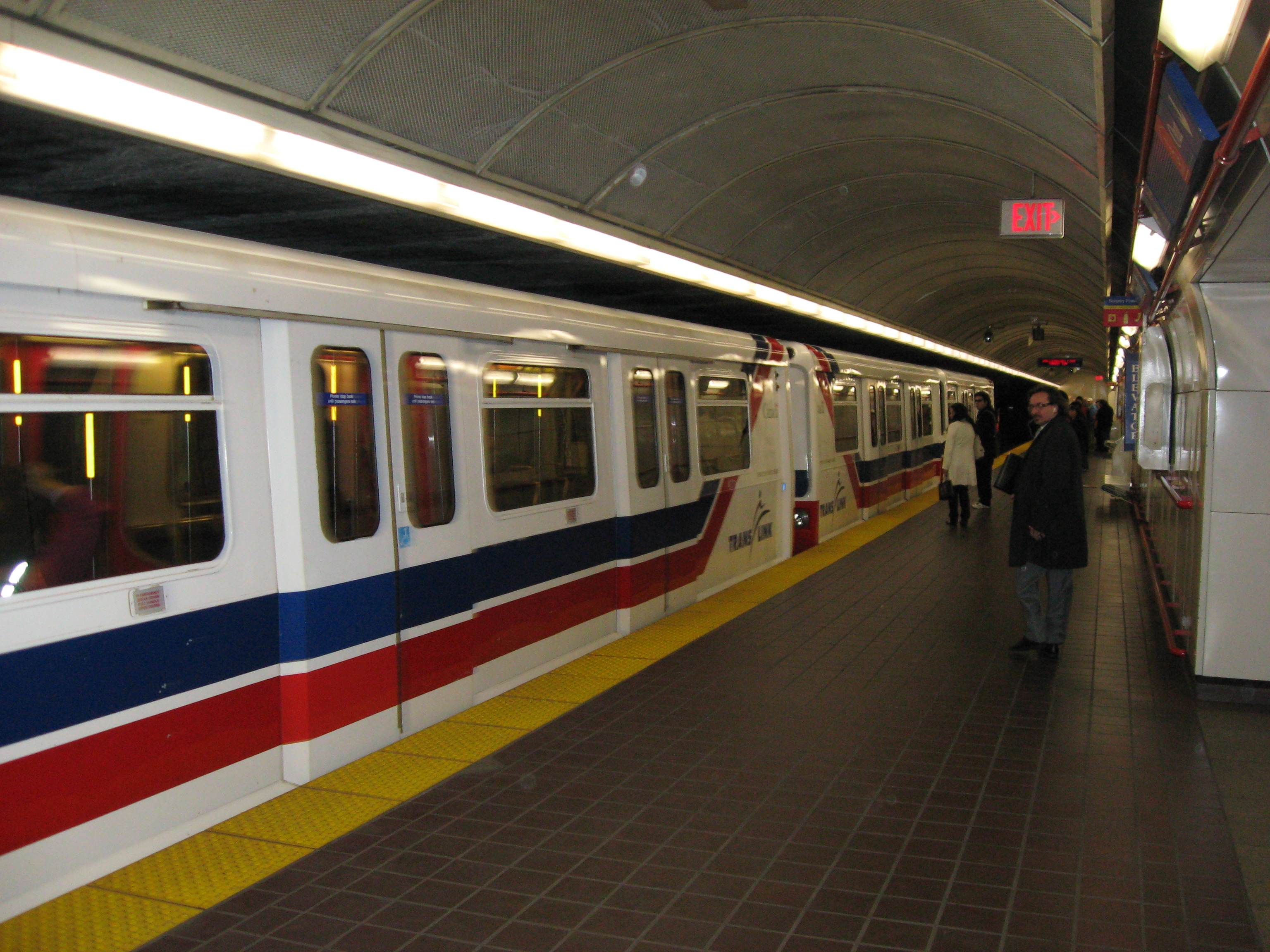

### Intermodalité
La station est en correspondance avec le terminus des bus de la ligne 95 B du réseau urbain de Vancouver,.

## Projet
TransLink a annoncé, en 2021, la fermeture provisoire de la station en 2022, pendant deux années, afin de pouvoir effectuer plus rapidement, avec une économie financière importante, la refonte et la mise à niveau de cette station. Il est notamment prévu de doubler le nombre d'escaliers mécaniques afin de fluidifier les flux de passagers. De même le déplacement et la modification de l'accès rue Barrard pour qu'il soit situé en alignement avec les passages piétons de la voie routière doit faciliter les accès à la station des bus. Le coût estimé est de 72 millions de dollars,.